# 趙顯宰
趙顯宰（韓語：조현재，1980年5月9日—），韓國男演員。

## 經歷
曾作為歌手，以組合Guardian發行僅有一張唱片。因為一直夢想成為演員，之后轉換身份努力至今，曾因在首次擔當主演的電視劇《情書》中有出色發揮，而受到影迷們的廣泛關注與喜愛。也因為這部作品，在東南亞等地以韓流明星身份而大受歡迎。
尤其是在日本，還參與過日韓合作拍攝的劇集《星的聲音》，2008年入伍前夕更是召開了多場影迷見面會證明了在日本的人气地位。
2007年7月，為了韓國著名設計師安德烈·金的服裝表演來到中國，在以往的共同演出中，也和一些明星成為朋友，影迷們較為熟知的有池珍熙、秀愛、韓彩英、在喜等。2008年8月5日入伍服役，並發行為答謝影迷而專門錄制的CD。2010年6月19日正式退伍。隔年3月以SBS水木劇《49天》正式回歸螢幕。

## 演出作品

### 電視劇
- 1999年：SBS《KAIST》飾演 張東和
- 2001年：SBS《父與子》
- 2001年：SBS《真的很好》
- 2002年：SBS《黃金池子》
- 2002年：SBS《大望》飾演 世子
- 2003年：MBC《情書》飾演 李有政／安德烈
- 2003年：SBS《初戀》
- 2003年：MBC《星星的聲音（朝鲜语：별의 소리）》飾演 成宰
- 2004年：SBS《陽光照射》飾演 鄭尹憲
- 2004年：KBS《九尾狐外傳》飾演 姜敏宇
- 2005年：SBS《只有你》飾演 韓爾俊
- 2005年：SBS《薯童謠》飾演 薯童 / 百濟武王
- 2008年：KBS《三個爸爸一個媽媽》飾演 韓秀賢
- 2011年：SBS《49日》飾演 韓康
- 2013年：中國《胭脂霸王》飾演 蕭武魁
- 2013年：KBS《廣告天才李太白》飾演 Addie姜
- 2013年：MBC《帝王之女守百香》飾演 百濟聖王
- 2014年：中國《青春風暴》飾演 亦子軒
- 2015年：SBS《龍八夷》飾演 韓道俊
- 2017年：MBC《醫療船》飾演 張盛浩（特別出演）
- 2018年：SBS《如果是她的話》飾演 姜燦基
- 2024年：Netflix《炸雞奇遇記》饰演 闲良（特别出演）

### 電影
- 2003年：《醜聞—朝鮮男女相悅之詞》
- 2004年：《愛的喜悅》
- 2008年：《惡靈碉堡G.P.506》
- 2014年：《女演員太過分》

### MV
- 2007年：SeeYa《愛情的問候》（與李枖原）
- 2007年：SeeYa《冰偶人》（與李枖原）

## 獲獎
- 2003年：SBS演技大賞－最佳男新人獎（初戀）
- 2005年：SBS演技大賞－十大明星奖（只有你、薯童谣）
- 2006年：第42届百想艺术大赏－TV部门人气赏（薯童谣）
- 2007年：安德烈金最佳明星奖－明星奖
- 2011年：第19届大韩民国文化演艺大奖－韩流明星奖

## 外部連結
- 趙顯宰的Facebook專頁
- 趙顯宰的Instagram帳戶
- 趙顯宰的新浪微博
- 趙顯宰在NAVER上的资料
- 趙顯宰在韩国电影数据库（KMDb）上的資料（韓語）
- 趙顯宰在互联网电影资料库（IMDb）上的資料（英文）
- 趙顯宰在豆瓣上的资料（简体中文）
- daum cafe （页面存档备份，存于）